# Quimbaya
Quimbaya è un comune della Colombia facente parte del dipartimento di Quindío.
L'abitato venne fondato da Juan de Jesús Buitrago, Víctor Grajales e Eladio Ocampo nel 1914.